# Anuvinda escheri
Anuvinda escheri är en spindelart som först beskrevs av Eduard Reimoser 1934.  Anuvinda escheri ingår i släktet Anuvinda och familjen stenspindlar. Inga underarter finns listade i Catalogue of Life.